# Спасибо
„Спасибо“ (на български: Благодаря ти) е авторска песен на руския певец Николай Носков.
Песента говори на благодарност към боговете за любов. Това е един от хитовете на певъца, който не изпълни в режим рок.